# Anax guttatus
Anax guttatus е вид водно конче от семейство Aeshnidae. Видът е незастрашен от изчезване.

## Разпространение
Разпространен е в Австралия (Куинсланд и Северна територия), Бангладеш, Бруней, Виетнам, Източен Тимор, Индия, Индонезия (Бали, Калимантан, Малки Зондски острови, Малуку, Папуа, Сулавеси, Суматра и Ява), Кирибати, Китай (Гуандун, Гуанси и Хайнан), Лаос, Малайзия, Малки далечни острови на САЩ, Маршалови острови, Мианмар, Микронезия, Непал, Острови Кук, Папуа Нова Гвинея, Провинции в КНР, Сейшели, Сингапур, Тайван, Тайланд, Филипини, Хонконг, Шри Ланка и Япония (Рюкю).

## Описание
Популацията на вида е стабилна.